# Мийо, Жан-Батист
Эдуар Жан-Батист Мийо (фр. Édouard Jean-Baptiste Milhaud; 10 июля 1766 — 8 января 1833) — французский военный деятель, дивизионный генерал (1806 год), граф (1808 год), участник революционных и наполеоновских войн. Имя генерала выбито на Триумфальной арке в Париже.

## Биография
Родился в семье торговца и буржуа Луи Амийо (фр. Louis Amilhaud; 1722—1789) и супруга Маргаритра Доде (фр. Marguerite Daudé; 1721—1788).  Получил образование в Колледже Орийака. В 1788 году стал студентом Корпуса морских инженеров. В 1790 года зачислен в звании младшего лейтенанта в колониальный полк. В 1791 году был назначен командиром национальной гвардии в Кантальском департаменте, а затем вошёл в состав членов Национального конвента. В январе 1793 года он был среди тех, кто голосовал за казнь короля Людовика XVI. Также он был известен как сторонник конфискации имущества лиц, не желающих добровольно сотрудничать с революционным правительством; большое распространение получила его записка, где в частности было сказано: «Безусловно необходимо изгнать из недр Республики богатых эгоистов, не желающих ни снабжать нас средствами существования, ни сражаться вместе с нами против деспотов; необходимо конфисковать всё их имущество в пользу республики».
9 мая 1793 года произведён в капитаны 14-го конно-егерского полка. Был отозван декретом Конвента от 17 июня. 19 июля 1793 года был направлен с миссией в Рейнскую армию. 22 июля 1793 года получил звание командира эскадрона 20-го конно-егерского полка. 6 ноября года вновь отозван Конвентом. В 1794 году Мийо состоял членом военного комитета Конвента.
9 июля 1794 года в Перпиньяне женился на Марие Линьер (фр. Marie Anne Lignières; 1775—), от которой имел дочь и сына.
28 января 1796 года произведён в полковники и возглавил 5-й драгунский полк. Кампания 1796 года в Италии, вывела его на ратное поприще, где он снискал полное благоволение Наполеона Бонапарта. Сражался 7 сентября 1796 года при Примолано, 8 сентября - при Бассано, был ранен в голову при Сан-Микеле. Из привязанности к нему, Мийо принял деятельное участие в перевороте 18 брюмера и 9 ноября 1799 года был назначен комендантом Люксембургского дворца. 10 ноября 1799 года назначен начальником штаба Мюрата в Сен-Клу.
5 января 1800 года был произведён в бригадные генералы, и 9 января зачислен в 14-й военный округ. 23 мая был назначен командующим департамента Воклюз. 5 июля отозван на фронт и возглавил бригаду в дивизии Келлермана в Итальянской армии. 25 апреля 1801 года включён в состав дивизии Моннье в Южной армии Мюрата. 23 сентября 1802 года возглавил французские войска в Лигурийской республике. 7 июля 1803 года возглавил войска в Лигурии. 18 июля 1805 года прибыл в расположение Армии Берегов Океана. 3 августа 1805 года возглавил резервный лагерь в Булоне.
21 сентября 1805 года был отозван в расположение Великой Армии, и с 20 октября командовал бригадой лёгкой кавалерии (16-й и 22-й конно-егерские полки), которая была придана 2-й драгунской дивизии Вальтера. 1 ноября 1805 года после довольно оживлённого боя захватил Линц и на следующий день разбил противника у деревни Астен, взяв в плен 200 человек. 3 ноября занял Энс. 14 ноября, действуя в авангарде маршала Даву, он оттеснил противника по Брюннской дороге на Вольфкерсдорф и захватил 600 человек, а также многочисленную артиллерию. 2 декабря отличился под Аустерлицем. 1 января 1806 года сменил раненого в «битве трёх императоров» генерала Маргарона на посту командующего лёгкой кавалерией 4-го корпуса маршала Сульта.
20 сентября 1806 года возглавил бригаду лёгкой кавалерии (11-й и 13-й конно-егерские полки) в составе резервной кавалерии Мюрата. 7 октября 1-й гусарский сменил 11-й конно-егерский. 29 октября 1806 года с 1500 человек кавалерии взял в плен 6000 пруссаков при Пазевальке. 26 декабря сражался у Голымина.
30 декабря произведён в дивизионные генералы, и получил под своё начало 3-ю драгунскую дивизию, с которой отличился в сражениях при Эйлау и Гейльсберге. С осени 1808 года Мийо сражался в Испании, где причинил значительный вред генералу Блаку и партизанам Эмпецинадо и 22 июня 1810 года получил орден Почётного легиона.
Командуя 25-й дивизией Мийо в рядах Великой Армии совершил кампанию в России, где, впрочем, действовал без особого успеха.
В 1813 году, в сражении при Лейпциге, он с отличием командовал одним кавалерийским корпусом, а затем действовал в делах при Сен-Дезье, Бриенне, Нанжисе и других.
Людовик XVIII дал ему орден Св. Людовика и назначил генерал-инспектором кирасирского корпуса.
В 1815 году, при возвращении Наполеона, Мийо встал под его знамёна. Командуя одним из четырёх кавалерийских корпусов, он, вечером 16 июля, со своими кирасирами, прорвал при Линьи линию армии Блюхера. В сражении при Ватерлоо все усилия французской конницы уничтожились пред стойкостью англичан. Мийо, в шестой раз раненый в этой несчастной битве, последовал за разбитой армией по ту сторону Луары.
За пламенную приверженность к Наполеону и за поддержку казни Людовика XVI Мийо был осуждён на изгнание и получил прощение только в 1830 году.
Скончался Мийо 8 января 1833 года в Орийаке. Впоследствии его имя было выбито на Триумфальной арке в Париже.

## Воинские звания
- Младший лейтенант (1790 год);
- Капитан (9 мая 1793 года);
- Командир эскадрона (22 июля 1793 года);
- Полковник (28 января 1796 года);
- Бригадный генерал (5 января 1800 года);
- Дивизионный генерал (30 декабря 1806  года).

## Титулы
- Граф Мийо и Империи (фр. comte Milhaud et de l'Empire; декрет от 19 марта 1808 года, патент подтверждён 10 сентября 1808 года в Сен-Клу)[2][3].

## Награды
Легионер ордена Почётного легиона (11 декабря 1803 года)
 Коммандан ордена Почётного легиона (14 июня 1804 года)
 Великий офицер ордена Почётного легиона (22 июня 1810  года)
 Кавалер военного ордена Святого Людовика (1 июня 1814 года)